# Krzysztof Bełżecki
Krzysztof Bełżecki herbu Jastrzębiec – deputat województwa bełskiego na Trybunału Głównego Koronnego w 1635/1636 roku, poseł bełski na sejm zwyczajny 1637 roku, sekretarz królewski w 1637 roku.